# Pristimantis rivasi
Pristimantis rivasi là một loài động vật lưỡng cư trong họ Strabomantidae, thuộc bộ Anura. Loài này được Barrio-Amorós, Rojas-Runjaic, & Barros mô tả khoa học đầu tiên năm 2010.